# スペースコースト

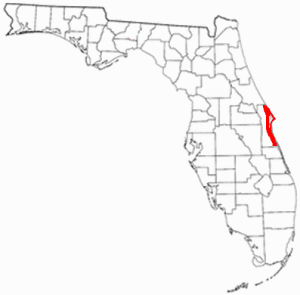
フロリダのスペースコーストの位置

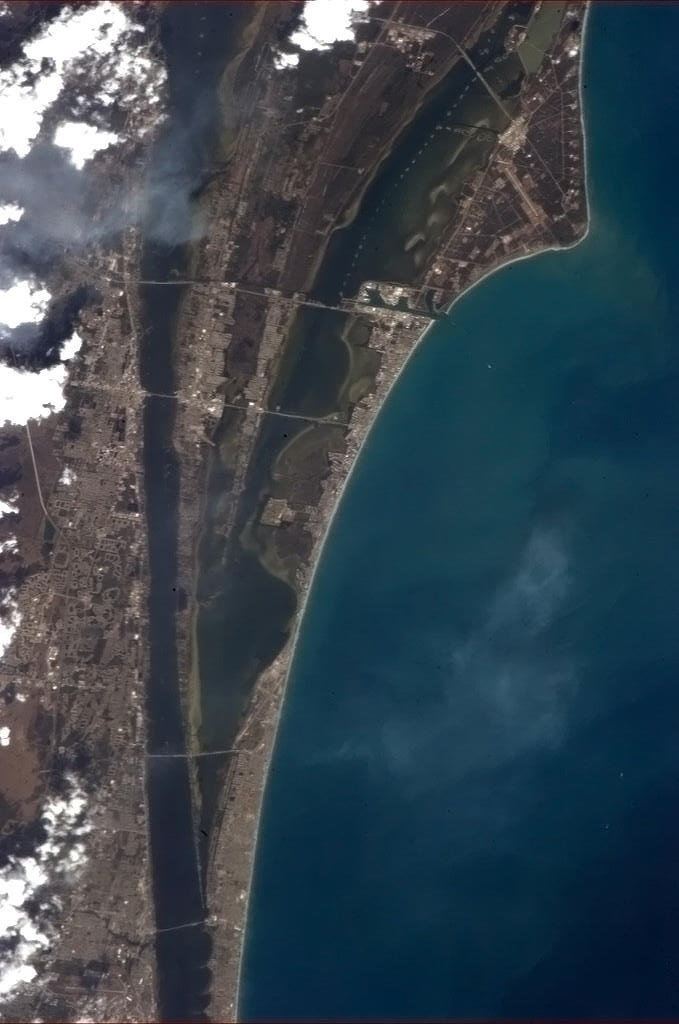
国際宇宙ステーションから見たメリット島を囲むフロリダのスペースコースト

スペースコースト（すぺーすこーすと、英語: Space Coast）は、ケネディ宇宙センター(KSC) とケープカナベラル宇宙軍基地周辺の米国フロリダ州の地域。フロリダ周辺のいくつかの「テーマのある」海岸の1つである。NASA が打ち上げたすべての有人宇宙飛行 (1961年のマーキュリー計画から2011年のスペースシャトル計画の終了までの期間) は、KSCまたはケープカナベラルから出発している。空軍基地はまた、無人の軍用および民間用ロケットを発射した。この地域の都市には、タイタスビル、ココア(フロリダ州)、ロックレッジ(フロリダ州)、ケープカナベラル(フロリダ州)、メリット島（法人化されていない）、ココアビーチ、メルボルン、サテライトビーチ(フロリダ州)、インディアランティック(フロリダ州)、メルボルンビーチ(フロリダ州)、パームベイ、ビエラ(フロリダ州)（法人化されていない）が含まれる。この地域の大部分はブレバード郡内にあり、南はトレジャーコースト、西と北はセントラルフロリダ（経済的にはその地域と結びついてる）、東は大西洋に面している。
フロリダでロケットが打ち上げられる理由の1つは、地球の自転と関係がある。地球は赤道で最も速く自転し、これを利用するには、ロケットの軌道速度に加えて、南側 (赤道に近い) から打ち上げるのが最も効果的である。また、地球の自転方向を利用するため、人が住んでいない東海岸の場所から打ち上げることは、ロケットの燃料効率、非常時にデブリが着陸するのに理想的である。これが可能な米国内の唯一の場所は、フロリダ、テキサス、プエルトリコの東海岸であるが、沿岸のテキサス、南フロリダ、プエルトリコの人口密度が高いことを考えると、すべての要因が考慮されるとき、スペースコーストが最良の場所としばし考えられる。

## 宇宙名の付いたランドマーク (KSC とケープカナベラル宇宙軍基地の外)
ケープの近くの多くの場所は、乗り物、宇宙飛行士、宇宙港など、米国の宇宙計画に関連するテーマにちなんで名付けられている。

- アラン・シェパード パーク、ココアビーチ
- アポロ通り、メルボルン
- タイタスビルのアポロ小学校[1]
- アームストロングドライブ、タイタスビル
- アストロノート ブールバード、ケープ カナベラル
- アストロノート高校、タイタスビル
- アトランティス小学校、ポートセントジョン[2]
- ベイサイド高校、パームベイ
- チャレンジャー 7 小学校、ポート セント ジョン
- チャレンジャー メモリアル パークウェイ、(国道407号線)、タイタスビル
- チャフィー ・ドライブ、タイタスビル
- クリスタ・マコーリフ 跳ね橋、メリット島
- クリスタ・マカウリフ小学校、パームベイ
- コロンビア大通り (国道405号線)、タイタスビル
- コロンビア小学校、パームベイ
- コロンビア ビレッジ、メルボルン (フロリダ工科大学)
- ディスカバリー小学校、パームベイ[3]
- エンデバー小学校 マグネット・スクール、ココア[4]
- エンタープライズ小学校、ココア
- フリーダム7小学校、ココアビーチ
- ジェミニ小学校、メルボルンビーチ[5]
- グリソムパークウェイ、ココア
- かわいい魔女ジニードライブ、ココアビーチジョン
- ジョン F. ケネディ中学校、ロックレッジ
- ジュピター ブールバード、パーム ベイ
- ケネディ ポイント パーク、タイタスビル
- メリット島 MILA 小学校[6] (「メリット島発射場」の略)[7]
- ミニットメン・コーズウェイ、ココアビーチ
- NASA大通り(国道508号線)、メルボルン
- ロナルド・マクネイア・ミドル・マグネット・スクール、ロックレッジ
- サテライトビーチ
- サテライト大通り、ココア
- サテライト・ハイスクール、サテライト・ビーチ
- サテライト・ビーチシェパードドライブ、タイタスビル
- スペース・コースト・ジュニア/シニア高校
- スペース・コースト・スタジアム, フロリダ州ビエラ
- スペースコーストサージ、フロリダ ウィンター ベースボール リーグのメンバー。2009年にココアでプレーした[8]。
- スペース・ビュー・パーク、タイタスビル
- ホワイトドライブ、タイタスビル

## 観光
ケネディ宇宙センターとケープカナベラル宇宙軍基地の本拠地であるため、地元のエリアはロケットの打ち上げを直接見る訪問者に人気がある。2018年2月のファルコンヘビー試験飛行のテスト飛行には 100,000人以上が参加したと考えられている。
2011年に行われた最後のスペースシャトルの打ち上げには、100万人近くの人々が見に来た。Crew Dragon Demo-2の打ち上げには150,000人が参加した。1969年、750,000人から900,000人の人々がアポロ11号の打ち上げを見にスペースコーストに集まった。
このエリアには、ケネディ宇宙センター・ビジター・コンプレックス、アメリカ宇宙博物館、空軍宇宙とミサイル博物館があり、また、宇宙をテーマにした多くのビジネスの本拠地でもある。

## メディア
Brevard Business Newsは、米国フロリダ州メルボルンにある週刊紙で、スペース コーストのビジネス ニュースとトレンドを扱っている。フレッド・クルプスキーは、1981年にBrevard Business Newsを開始し、エイドリアン・B・ロスは、1986年にそれを購入した。